# Empoasca kigeziensis
Empoasca kigeziensis är en insektsart som beskrevs av M. Firoz Ahmed 1979. Empoasca kigeziensis ingår i släktet Empoasca och familjen dvärgstritar.
Artens utbredningsområde är Uganda. Inga underarter finns listade i Catalogue of Life.